# When the Sun Comes Down
When the Sun Comes Down ist ein Song des deutschen Dance-Projekts R.I.O. Er wurde am 5. Dezember 2008 als dritte Vorab-Single des am 19. Februar 2010 erschienenen Albums Shine On (The Album) veröffentlicht. When the Sun Comes Down erschien als Single und Download und erreichte im gesamten deutschsprachigen Raum Europas die Charts. Insbesondere in den Niederlanden entwickelte sich das Lied zu einem Erfolg. 2017 produzierte der schwedische Big-Room-Produzent Kaaze einen Remix des Liedes. Dieser wurde am 15. September 2017 erstmals von Hardwell in seiner Radioshow Hardwell On Air gespielt.

## Rezeption
Man findet sowohl positive als auch negative Bewertungen, da die Single oft mit dem Vorgänger Shine On verglichen wird. Die Redaktion der Musikseite Mix 1 gab der Single 6 von 8 Punkten.

## Mitwirkende
When the Sun Comes Down wurde von Yanou, Manian und Andres Ballinas komponiert und geschrieben. Es wurde von Yanou und Manian produziert und über ihr eigenes Label Zooland Records und das Label Kontor Records veröffentlicht. Tony T. ist der Sänger des Songs. Das Lied enthält instrumental nur Synthesizerelemente, die von Manian und Yanou stammen.

## Versionen und Remixe
1. Original Version – 5:07
2. Radio Mix – 3:22
3. Spencer & Hill Remix – 3:12
4. Dirty Rush Live in Rio Mix – 7:14
5. Maddin Remix – 5:27
6. Balearic Flava Mix – 8:55

## Chartplatzierungen
Der Song erreichte fast im ganzen deutschsprachigen Raum die Charts und war in den Niederlanden mit Platz neun am erfolgreichsten. In Deutschland erreichte er Platz 63, in Österreich Platz 54.
| ChartsChartplatzierungen | Höchstplatzierung | Wochen |
| ------------------------ | ----------------- | ------ |
| Deutschland (GfK)        | 63 (8 Wo.)        | 8      |
| Österreich (Ö3)          | 54 (7 Wo.)        | 7      |
| Schweiz (IFPI)           | 62 (4 Wo.)        | 4      |